# Penzinger Kaserne
Die Penzinger Kaserne befand sich in der Penzinger Straße 7 – 9 im 14. Wiener Gemeindebezirk. 
Sie wurde 1758 unter Maria Theresia als Kavalleriekaserne errichtet. Die Kaserne der k.u.k. Armee wurde 1839 abgerissen und an ihrer Stelle Teile des Palais Cumberland errichtet. Aus dem benachbarten Exerziergelände wurde eine Parkanlage.